# Doretta Doremì
Doretta Doremì (Goldie O'Gilt o Glittering Goldie, letteralmente "Oro luccicante") è un personaggio immaginario della Disney ideato nel 1953 da Carl Barks il quale lo usò solo nella sua storia d'esordio, Zio Paperone e la Stella del Polo, nella quale viene raccontato che all'epoca della corsa all'oro del Klondike, lei e Paperone provarono reciproca attrazione; salvo qualche rara occasione ad opera di autori non statunitensi, il personaggio non fu più utilizzato fino agli anni Novanta, quando Don Rosa lo riprese e sviluppò per la Saga di Paperon de' Paperoni.

## Nei fumetti

### Stati Uniti
Fisicamente Doretta ha i capelli biondi mossi, raccolti in un'elegante acconciatura tenuta insieme da una coroncina-pettine. Per descrivere i suoi occhi, azzurri ed abbaglianti come cristalli di ghiaccio, Paperone ricorda che “erano scintillanti come stelle”. Nelle lontane serate della gelida Dawson City ai tempi della corsa all'oro indossava un abito da ballo color verde acqua, con in fondo dei piccoli pon-pon, scarpe da ballo gialle col tacco, numerosi anelli, una collana di perle e due orecchini che sembravano di diamanti. Vecchia fiamma di Paperon de' Paperoni quando questi era cercatore d'oro in Klondike, al loro primo incontro, Doretta, che lavorava come ballerina presso il saloon Bolla D'Oro, drogò Paperone con un caffè per derubarlo della leggendaria pepita Uovo d'Anatra che egli aveva appena trovato. Risvegliatosi in mezzo alla neve e scoperto il raggiro, Paperone tornò infuriato a Dawson, dove la costrinse a firmare un pagherò, la rapì e la fece lavorare per un mese nella sua concessione mineraria per farle toccare con mano cosa volesse dire guadagnarsi da vivere col sudore della propria fronte. Per quanto Barks lo lasci sottinteso si intuisce che, poco a poco, attratti dalla reciproca natura fiera e orgogliosa, i due si innamorarono. 
Il personaggio di Doretta Doremì è stato approfondito dal famoso fumettista americano grande ammiratore di Barks Don Rosa (ispirandosi al personaggio realmente esistito Kathleen Rockwell detta "Klondike Kate" Rockwell) nella Saga di Paperon de' Paperoni. Appare nel capitolo 8 L'argonauta del Fosso dell'Agonia Bianca e in seguito nel capitolo aggiuntivo Cuori nello Yukon, e si riesce così a capire che l'amore tra Doretta e Paperone non ebbe futuro a causa soprattutto della resistenza di Paperone a impegnarsi in una relazione seria "sconvolgendo" la sua scalata al successo, ma anche per via di una serie di fraintendimenti. Di recente è stato realizzato sempre da Don Rosa un terzo capitolo che si colloca fra i due precedenti, La prigioniera del fosso dell'agonia bianca, il cui titolo è dedicato a Doretta stessa, in cui si narra che cosa c'è stato tra i due durante il mese della sua permanenza presso la concessione mineraria di Paperone. Doretta appare anche nella storia Zio Paperone in qualcosa di veramente speciale, ancora dello stesso autore; in occasione del cinquantenario dell'arrivo del magnate a Paperopoli viene indetto un concorso per fare il regalo più gradito al papero che possiede già tutto, e i nipoti più grandi riescono a regalargli qualcosa che il denaro non può comprare: organizzano una colletta per far giungere Doretta a Paperopoli, e alla fine sarà proprio lei a fare a Paperone il regalo più indimenticabile, stampandogli sul becco un appassionante bacio.

### Italia
Il personaggio è stato recuperato anche in Italia, da Romano Scarpa nella storia Arriva Paperetta Yè Yè (1966), in cui si scopre che (verosimilmente dopo gli eventi narrati ne La stella del Polo) Doretta vive in un ospizio nel Midwest ed è nonna di una ragazza adolescente, Paperetta Yè Yè, che affiderà alla custodia di Paperone. Nel 2018, nella storia Zio Paperone e il ricordo di un giorno, Paperone racconta a Paperetta Yè Yè un piccolo aneddoto su qualcosa accaduto durante il mese di prigionia di Doretta nel Fosso dell'Agonia Bianca. Sempre in Italia, nel 2005 è apparsa come "attrice" nella parodia Paperina di Rivondosa, interpretando la nonna del protagonista.
Da segnalare infine la storia del 1997 Zio Paperone e le grandi conquiste (scritta proprio in occasione dei cinquant'anni del papero più ricco del mondo e pubblicata su Topolino 2195) di Gianfranco Cordara e Andrea Ferraris; in questa storia una reporter decide d'intervistare le donne di Paperon de Paperoni (tra cui vi sono anche Amelia e Miss Paperett e un altro vecchio amore di Paperone creato da Giorgio Cavazzano, Molly McGold) e Doretta appare come socia in affari di Paperone (possiede infatti molti pozzi di petrolio) e fornisce una versione diversa della sua storia con il vecchio papero, raccontando di averlo ri-drogato la sera del suo compleanno per poter fuggire dalla sua concessione mineraria, per poi scegliere di rimanere con lui fino al termine dell'inverno.
Compare inoltre in numerose brevi, tra cui alcune recenti, e nella Saga di Fantomius (storia: I due vendicatori).

## Nell'animazione
Il personaggio è stato utilizzato anche nella serie TV Duck Tales, nell'episodio 33 Ritorno al Klondike, ispirato alla storia di Carl Barks Zio Paperone e la stella del polo (Doretta Doremì comparirà anche in un altro episodio di DuckTales, "La fonte dell'eterna giovinezza"), rispetto alla quale presenta però varie differenze (come l'introduzione del rivale in amore di Paperone, Pericoloso Dan, che rubò l'oro di Paperone e Doretta per far sì che i due si lasciassero), nel 47 Cenerentolo (dove prende le vesti di una principessa nel sogno di Paperone) brevemente nel 65 Le nozze di zio Paperone (dove insegue l'amato col fucile perché stava per sposare la ricca Milionaria Vanderbucks, che l'ha corteggiato e sedotto per ottenere i suoi soldi), e nel 93 Lassù sui monti Paperi dove viene corteggiata sia da Paperone che da Cuordipietra per ottenere un suo terreno ricco d'oro. Inoltre appare anche come statua nell'episodio I predatori dell'arpa perduta e come statuetta nell'episodio Il cucciolo di Paperone. Nella serie animata il suo nome è stato tradotto letteralmente, infatti viene chiamata nella prima serie La scintillante Goldie, mentre nella seconda Doretta Paperetta. Il personaggio ritorna anche nella serie remake DuckTales, in onda dal 2017 al 2021, con un'inedita caratterizzazione di cacciatrice di tesori.